# Friars Point
Friars Point – miasto w Stanach Zjednoczonych, w stanie Missisipi, w hrabstwie Coahoma.